# 알제리 항공 5017편 추락 사고

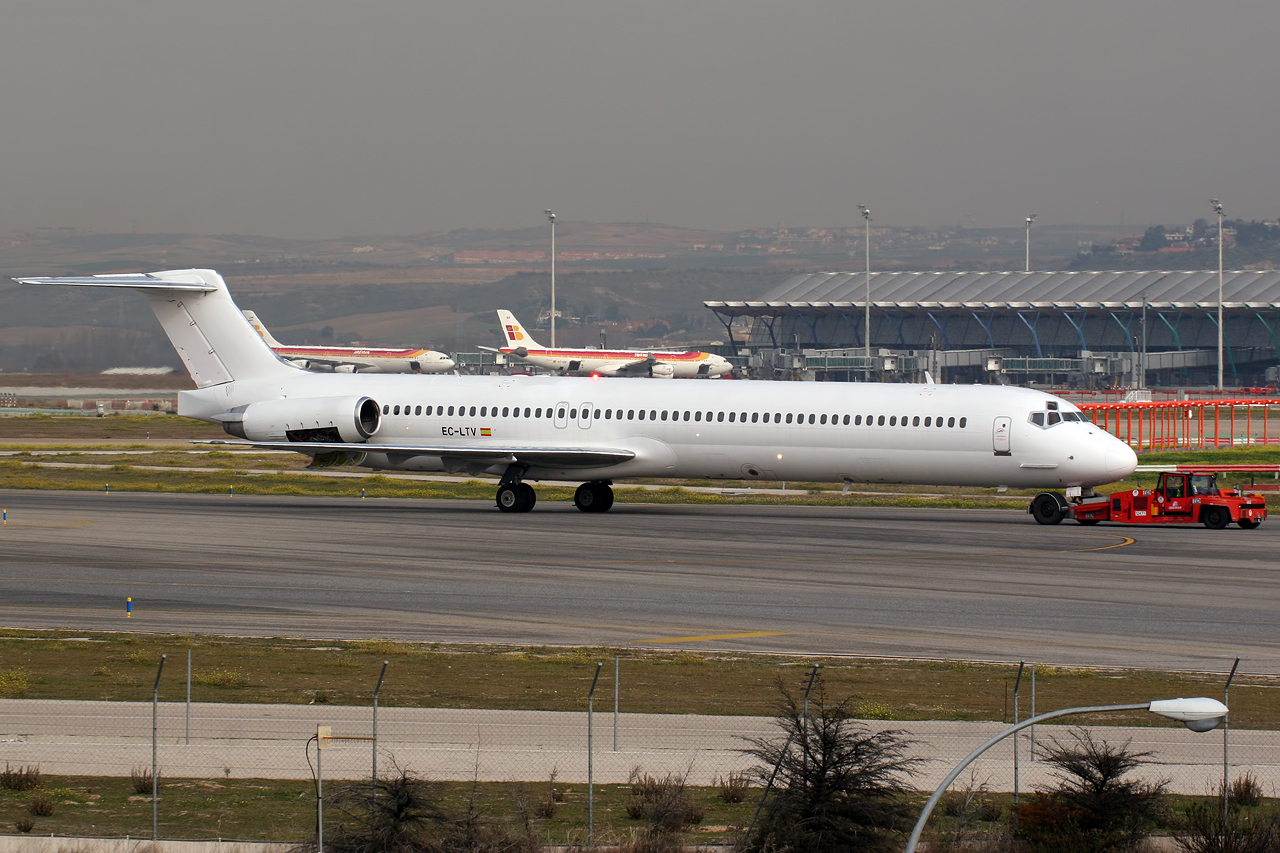

알제리 항공 5017편(AH5017/DAH5017)은 부르키나파소 와가두구 공항에서 알제리 우아리 부메디엔 공항으로 향하던 알제리 항공의 여객편이다. 2014년 7월 24일, 승객 110명, 승무원 6명을 태운 이 항공기가 실종되었다.
이 항공기에는 프랑스인이 가장 많이 타고 있었다고 한다. 이 항공기는 말리의 홈보리 마을 인근에 추락하여 116명이 전원 사망했다.

## 탑승자 명단
| 국가         | 수  |
| ------------ | --- |
| 알제리       | 6   |
| 벨기에       | 1   |
| 부르키나파소 | 27  |
| 카메룬       | 1   |
| 캐나다       | 5   |
| 이집트       | 1   |
| 프랑스       | 50  |
| 독일         | 4   |
| 레바논       | 8   |
| 룩셈부르크   | 2   |
| 말리         | 1   |
| 나이지리아   | 1   |
| 루마니아     | 1   |
| 스페인       | 6   |
| 스위스       | 1   |
| 우크라이나   | 1   |
| 총 합        | 116 |

## 같이 보기
- 웨스트 캐리비안 항공 708편 추락 사고
- 에어프랑스 447편 추락 사고